# Miljko Satarić
Miljko Satarić (en serbe cyrillique : Миљко Сатарић), né le 23 décembre 1948 à Mirosavci, est un physicien serbe. Il est membre de l'Académie serbe des sciences et des arts et membre de la Section de Novi Sad de l'Académie serbe des sciences et des arts.
Ses domaines de recherches sont la physique et la biophysique cellulaire.

## Biographie
Ne en 1948 à Mirosaljci (Mirosavci) près d'Arilje, Miljko Satarić termine des études secondaires à Užice et à Novi Sad. En 1972, il obtient un baccalauréat universitaire ès sciences en physique à la Faculté de sciences naturelles et de mathématiques de l'université de Novi Sad puis, en 1979, un master à la Faculté de génie électrique de l'université de Belgrade avec un mémoire intitulé Parametric Resonance in Antiferromagnets. En 1984, dans la même faculté, il obtient un doctorat avec une thèse intitulée Contribution to the Study of the Characteristics of Davydov Solitons in One-dimensional Molecular Structures.
À partir de 1973, il enseigne en tant que professeur assistant en physique à la Faculté de génie mécanique de Novi Sad ; en 1985, il devient professeur assistant à la Faculté de sciences naturelles et de mathématiques de la ville puis, en 1990, professeur associé et enfin, en 1995, professeur de plein droit de cette faculté. il y a donné des cours de physique générale, des cours sur le mouvement ondulatoire, la thermodynamique, la mécanique quantique et l'électronique quantique. Depuis 1978, il a participé à divers projets de recherche fondamentale sous l'autorité du ministère serbe des Sciences, notamment celui portant la modélisation physico-mathématique dans les nanotechnologies et les composants.
Depuis 1995, Miljko Satarić travaille dans le domaine de la nanobiophysique, domaine dans lequel il a conçu et développé plusieurs modèles rendant compte du transfert de particules et de signaux au niveau cellulaire. Il s'est ainsi particulièrement intéressé aux microtubules, aux filament d'actine et aux protéines motrices. Il a travaillé en collaboration avec le biophysicien canadien Jack Tuszyński avec qui il a inventé un modèle ferroélectrique des microtubules connu sous le nom de modèle de Satarić-Tuszyński ; les prédictions de ce modèle ont été confirmées par les simulations du superordinateur Blue Horizon et par des expériences réalisées au Cross Cancer Institute d'Edmonton.
Miljko Satarić a été membre du Conseil national pour les neurosciences et les nanotechnologies et il est membre du Comité de physique du ministère des Sciences. En 2009, il a élu membre correspondant de l'Académie serbe des sciences et des arts et, en 2015, membre de plein droit de cette académie.